# Niels Kjær
 For alternative betydninger, se Niels Kjær (flertydig). (Se også artikler, som begynder med Niels Kjær)
Niels Kjær (født 27. april 1949 i Aarhus) er en dansk præst og digter. Debuterede i 1967 med vinderdigtet i Jyllands-Postens digtkonkurrence og har siden da skrevet og oversat en række digtsamlinger, bl.a. flere med haiku-digte. Kjær har endvidere skrevet sangtekster, fx Byboens sommersang (med melodi af Erling Lindgren).
Niels Kjær var fra 1978 til 1999 sognepræst på Lyø, hvilket afspejles i nogle af hans udgivelser. Student fra Grenå Gymnasium i 1969 og teologisk kandidat fra Aarhus Universitet i 1975.   

## Vigtigste udgivelser
- Lyø Logbog (1978)
- Ø-liv (1982)
- John Greenleaf Whittier og "Den evige godhed" (Norge 1983)
- Oversættelser af Emily Dickinsons Elysium (1984) og Hesperidernes sommer (1985)
- Emily Dickinson (1997; anden udvidede udgave 2023)
- Små øjeblikke (2003)
- Fnug (2008)
- Oversættelser af de japanske haikudigtere Matsu Basho (Ildfluer, 2011) og Yosa Buson (Sommersol og vintermåne, 2016)
- Mordet på Grauballemanden (2015)
- Stilhedens sange: Udvalgte digte og gendigtninger 1977-2017 (2017)
- Årets hjul: Udvalgte haiku (2018)
- Lyø mellem hav og himmel (2018)
- På tværs af Mælkevejen (2019)